# Mitracarpus frigidus
Mitracarpus frigidus là một loài thực vật có hoa trong họ Thiến thảo. Loài này được (Willd. ex Roem. & Schult.) K.Schum. mô tả khoa học đầu tiên năm 1888.